# Città di Como Challenger 2023
Il Città di Como Challenger 2023 è stato un torneo maschile di tennis professionistico giocato sulla terra rossa. È stata la 17ª edizione del torneo, facente parte della categoria Challenger 75 nell'ambito dell'ATP Challenger Tour 2023. Si è giocato al Circolo Tennis Como di Como, in Italia, dal 28 agosto al 3 settembre 2023.

## Partecipanti

### Teste di serie
| Nazionalità | Giocatore           | Ranking* | Testa di serie |
| ----------- | ------------------- | -------- | -------------- |
| Brasile     | Thiago Seyboth Wild | 107      | 1              |
| Ungheria    | Zsombor Piros       | 113      | 2              |
| Brasile     | Thiago Monteiro     | 115      | 3              |
| Francia     | Benoît Paire        | 125      | 4              |
| Spagna      | Pedro Martínez      | 131      | 5              |
| Italia      | Flavio Cobolli      | 138      | 6              |
| Italia      | Fabio Fognini       | 140      | 7              |
|             | Ivan Gakhov         | 162      | 8              |

* Ranking al 21 agosto 2023.

### Altri partecipanti
I seguenti giocatori hanno ricevuto una wild card per il tabellone principale:
- Lorenzo Carboni
- Fabio Fognini
- Stefano Napolitano

I seguenti giocatori sono entrati in tabellone come alternate:
- Luciano Darderi
- Lukas Neumayer
- Nikolas Sanchez Izquierdo

I seguenti giocatori sono passati dalle qualificazioni:
- Calvin Hemery
- Miljan Zekić
- Mathias Bourgue
- Louis Wessels
- Valentin Royer
- Samuel Vincent Ruggeri

## Punti e montepremi
| Torneo    | Torneo              | V     | F     | SF    | QF    | 2T    | 1T  | Q | Q2  | Q1  |
| Singolare | Punti               | 75    | 50    | 30    | 16    | 7     | 0   | 4 | 2   | 0   |
| Singolare | Premi in denaro (€) | 9,880 | 5,820 | 3,450 | 2,000 | 1,165 | 720 | – | 360 | 185 |
| Doppio    | Punti               | 75    | 50    | 30    | 16    | –     | 0   | – | –   | –   |
| Doppio    | Premi in denaro (€) | 4,250 | 2,450 | 1,480 | 880   | –     | 500 | – | –   | –   |

## Campioni

### Singolare
Thiago Seyboth Wild ha sconfitto in finale  Pedro Martínez con il punteggio di 5–7, 6–2, 6–3.

### Doppio
Constantin Frantzen /  Hendrik Jebens hanno sconfitto in finale  Filip Bergevi /  Mick Veldheer con il punteggio di 6–3, 6–4.